# Marquisat de Tarradellas

Couronne marquisale espagnole.

Le marquisat de Tarradellas est un titre nobiliaire espagnol créé par le roi Juan Carlos Ier le 24 juillet 1986, en faveur de Josep Tarradellas i Joan (1899-1988), président de la Généralité de Catalogne en exil, entre 1954 et 1977, et depuis sa restauration en 1977 jusqu'en 1980.
L'actuel titulaire, depuis 2004, est Josep Tarradellas i Macià, second marquis de Tarradellas.

## Marquis de Tarradellas
|                                         | Titulaire                               | Période                                 |
| Créé en 1986 par le roi Juan Carlos Ier | Créé en 1986 par le roi Juan Carlos Ier | Créé en 1986 par le roi Juan Carlos Ier |
| --------------------------------------- | --------------------------------------- | --------------------------------------- |
| I                                       | Josep Tarradellas i Joan                | 1986-1988                               |
| II                                      | Josep Tarradellas i Macià               | 2004-actualité                          |

## Histoire des marquis de Tarradellas
- Josep Tarradellas i Joan (1899-1988), premier marquis de Tarradellas, président de la Généralité de Catalogne en exil, entre 1954 et 1977, et depuis sa restauration en 1977 jusqu'en 1980.

1. Épouse, en 1927, au Monastère de Montserrat, Antònia Macià (1904-2001). Dont deux enfants: Montserrat (Barcelone, 1928) et Josep (Saint-Raphaël, France, 1942).

Lui succède, par réhabilitation, en 2004, son fils:
- Josep Tarradellas i Macià, second marquis de Tarradellas (n. Saint-Raphaël, France, en 1942), professeur honoraire de l'École Polytechnique Fédérale de Lausanne (Suisse).

1. Épouse à Villerupt (France) Isabelle Kauffmann, dont trois enfants: Maura (n.1976), Antón (n.1978) Et Guillén (n.1981).